# Masalia splendens
Masalia splendens là một loài bướm đêm trong họ Noctuidae.